# Egnahem (Huskvarna)

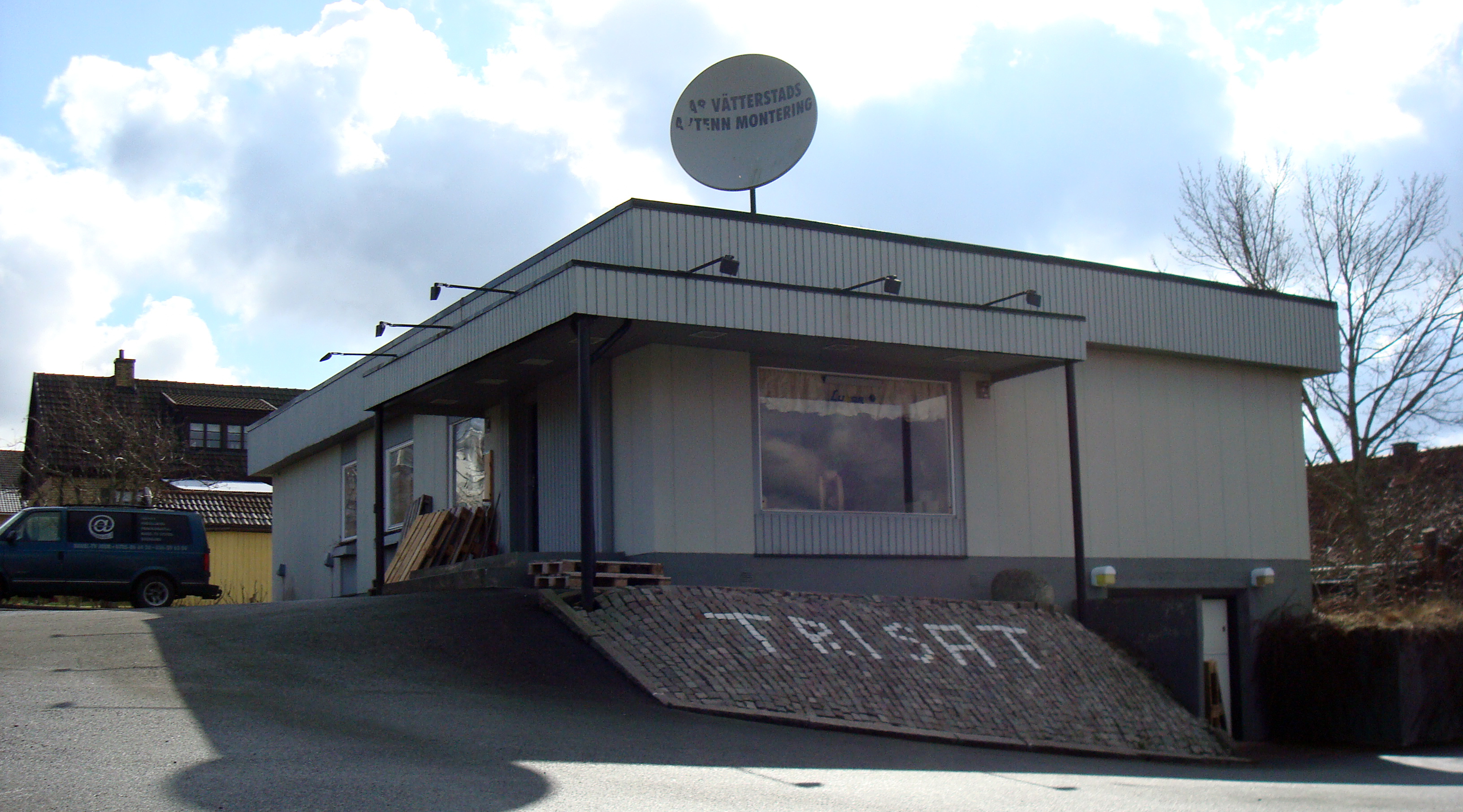
En byggnad på Egnahem i april 2010. Här låg tidigare en mejeributik.

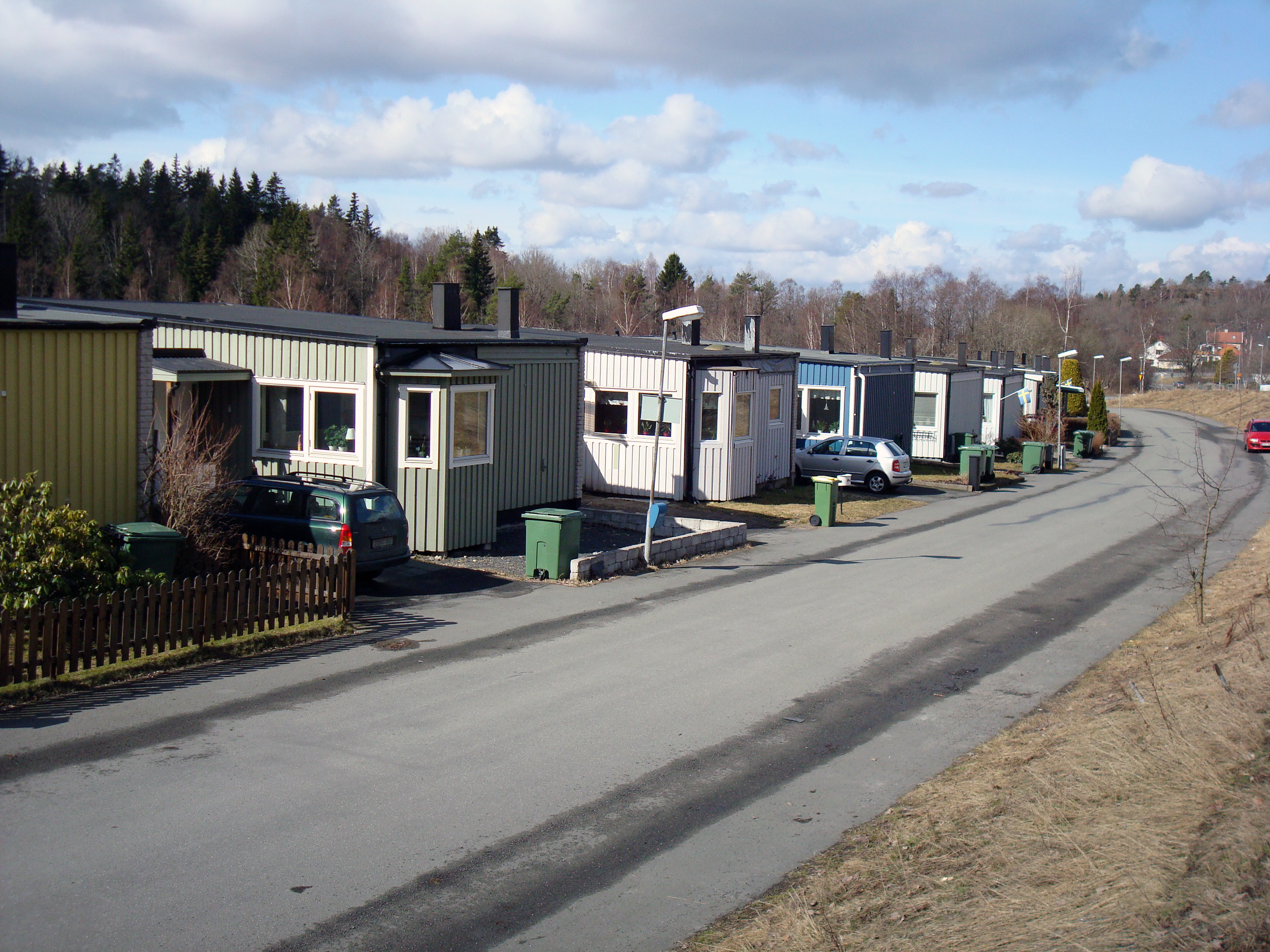
Lekerydstågen, här i april 2010, ligger på Jutaholm, som emellanåt räknas till Egnahem.

Egnahem kallas området på berget ovanför Huskvarna. Det gränsar till Huskvarnaåns ravin och klättrar upp till Fagerslätts höjder. 
Området började bebyggas i det tidiga 1900-talet med stöd av ”brukspatron” Wilhelm Tham och det företag han ledde som verkställande direktör, dåvarande Husqvarna Vapenfabriks AB. Ordförande i företagets styrelse var Hugo Tamm på Fånö. Han var också riksdagsman och lär enligt en lokal källa ha yttrat, i en diskussion om statsstöd till egnahemsbyggande: ”Jag var med om att bilda den, som jag tror, största och mest lyckade egnahemskolonin i Sverige, nämligen den i Huskvarna”. 
Först när Ådalsvägen invigdes 1923 fick egnahemsfolket en rimlig väg till sina hus, men trots otillgängligheten hade allt fler byggt sina hus på berget cirka 100 meter över staden. Redan 1921 hade Egnahemsskolan invigts och så småningom förenades området med Ådalsvägen via Smedstorpsgatan, vilket eliminerade omvägen över Jutaholm och den branta Egnahemsvägen. Vanans makt gjorde att den nya anslutningen länge kallades "Blindtarmen", likt denna betraktad som onödig.  
Från Egnahem når man Huskvarnas fina utsiktspunkt, kallad Utsiktsberget eller Månberget, som ligger högt över Huskvarna, med utsikt mot Jönköping och västgötasidan. Vykort tagna från denna plats har på nätet utbjudits som flygfoto. Här börjar också den så kallade Månskensstigen, som följer bergssidan norrut och slutar vid Birger Damstedts pittoreska stuga i Huskvarna stadspark.

### Fotnoter
1. ↑  ”Notiskrönika”. Indistritidningen Norden. 13 mars 1923. https://runeberg.org/indunord/1923/0414.html. Läst 15 november 2015.